# Ubá (gemeente)
Ubá is een stad en gemeente in de Braziliaanse deelstaat Minas Gerais in de mesoregio Zona da Mata. Het is de hoofdplaats van een microregio. In 2009 werd de bevolking geraamd op bijna 100.000. Het is de thuisbasis van de bekende "mango van Ubá" (Manga Ubá), de beste mango van Brazilië.
De bekende zanger Nelson Ned en de componist Ary Barroso zijn uit Ubá afkomstig.
De "Ubaenses", de benaming voor de inwoners van Ubá, zijn typische Mineiros— harde werkers, die gehecht blijven aan hun culturele band met Minas, ook als zij niet langer in hun deelstaat wonen, in het bijzonder voor wat betreft hun eetgewoonten.

## Geboren
- Ary Barroso (1903-1964), componist, jurist, (voetbal)verslaggever en televisiepresentator